# Joan Puig i Calafat
Joan Puig i Calafat, conegut com a Durí (Llucmajor, Mallorca, 1802 - Palma, 1829) fou un bandoler de principis del segle xix que tingué atemorida les poblacions del migjorn de Mallorca. Tenia amagatalls a diferents coves de la serra de Galdent i a s'Arenal (cova d'en Durí). Robava i matava sense remordiments, juntament amb altres companys. No eren delinqüents generosos que robassin als rics per donar-ho als pobres sinó que ho feien a tots sense miraments. Era odiat i temut pel poble. Les autoritats posaren preu al seu cap i una vegada que l'agafaren ben aviat fugí de la presó. Finalment fou detingut, diuen que per la traïció d'un company de banda anomenat Bartomeu Fullana, Fullaní, d'Algaida i amb altra gent de la seva tropa fou penjat a Palma el 1829. La pena pels assassins fou “per suspensió en la forca” aleshores encara vigent com a forma d'execució. Només tres anys després fou canviada pel “garrot”. En ell s'inspirà l'escriptor Sebastià Alzamora per escriure la seva novel·la La Malcontenta (Proa, 2015).